# مايك براغ
مايك براغ (بالإنجليزية: Mike Bragg)‏ هو لاعب كرة قدم أمريكية أمريكي، ولد في 26 سبتمبر 1946 في ريتشموند في الولايات المتحدة.

## وصلات خارجية
- مايك براغ على موقع مرجع كرة القدم المحترفة.كوم (الإنجليزية)